# Leonberg, Oberpfalz
Leonberg är en kommun och ort i Landkreis Tirschenreuth i Regierungsbezirk Oberpfalz i förbundslandet Bayern i Tyskland.
Kommunen ingår i kommunalförbundet Mitterteich tillsammans med staden Mitterteich och kommunen Pechbrunn.